# Clayton Donaldson
Clayton Andrew Donaldson (Bradford, 7 de fevereiro de 1984) é um ex-futebolista inglês de origem jamaicana que atuava como atacante. Atualmente é chefe de desenvolvimento do York City. 
Ele jogou na English Football League e na Scottish Premiership pelo Hull City, Hibernian, Crewe Alexandra, Brentford, Birmingham City, Sheffield United, Bolton Wanderers e Bradford City, e na seleção jamaicana de futebol. 
Donaldson começou sua carreira no Hull City em 2002, marcando gols em sua estreia no time principal na EFL Trophy mais tarde naquele ano. Ele foi emprestado a clubes não pertencentes à liga em quatro ocasiões e, com chances limitadas no primeiro time do Hull, foi dispensado em 2005 e posteriormente se juntou ao York City. Em sua primeira temporada no clube, ele foi eleito o Homem do clube do Ano e em sua segunda temporada o viu terminar como o maior artilheiro do time e o terceiro maior artilheiro da liga. 

## Carreira internacional
Clayton Donaldson fez parte do elenco da Seleção Jamaicana de Futebol na Copa América de 2016.
Ele foi convocado para as eliminatórias da Copa do Mundo FIFA de 2018 em novembro de 2015 contra o Panamá e o Haiti, e fez sua estreia internacional completa na primeira dessas partidas, em Kingston dia 13 de novembro. Ele entrou na partida com a Jamaica já perdendo por 2-0, substituindo Darren Mattocks após 62 minutos, mas não conseguiu afetar o placar. Donaldson começou contra o Haiti e marcou o único gol da partida após 62 minutos com uma cabeçada de escanteio.